# Ozimek volans
Ozimek (названий на честь однойменного міста) — рід архозавроморфних рептилій, відомих із пізньотріасових відкладень у Польщі; близький до киргизького шаровіптерикса. Він містить один вид, O. volans, названий у 2016 році Єжи Дзиком і Томашем Сулеєм. Як і шаровіптерикс, озімек мав довгі тонкі кінцівки, причому задні кінцівки були довші за передні; задні кінцівки, ймовірно, підтримували ковзні мембрани, скам'янілі у шаровіптерикса. Іншою незвичайною характеристикою був плечовий пояс, де масивні коракоїди утворювали щитоподібну структуру, що покривала нижню частину плечової області, яка мала б обмежену рухливість. В інших аспектах, таких як його довга шия, він був типовим представником неприродного угруповання Protorosauria. Озімек був невеликою твариною, довжиною близько 90 сантиметрів. Філогенетичний аналіз показав, що він, можливо, разом із шаровіптериксом, міг бути незвичайним членом групи проторозаврів Tanystropheidae, хоча для встановлення точних зв'язків необхідні подальші дослідження його анатомії. П'ять зчленованих скелетів і 30 фрагментів складають відомий викопний матеріал Озімека, який походить із глиняного кар'єру Красєюв біля Ополе. Його останки були знайдені рівномірно розподіленими в шарі породи, що містить скам'янілості наземних тварин. Під час пізнього тріасу регіон Красєюв був би озером, оточеним хвойними лісами, де Озімек ковзав між деревами, харчуючись комахами, такими як Cupedidae.